# 우유병

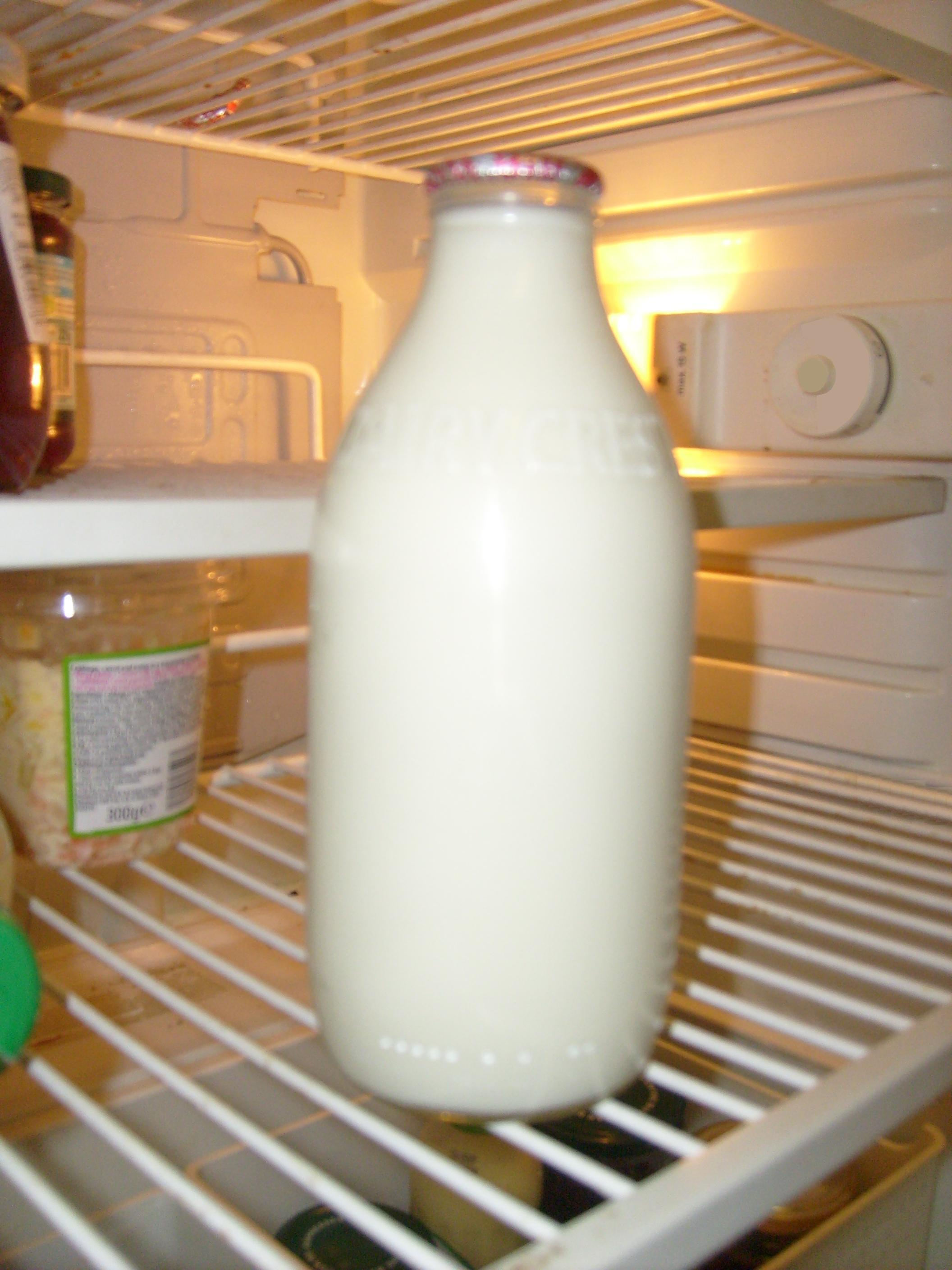
우유병

우유병은 우유를 판매하기 위해 사용하는 유리 용기이다.

## 역사
우유병이 등장하기 전까지 우유 배달자가 고객의 병을 채워야 했다.
언제 최초의 우유병이 사용되었는지는 분명히 알려져 있지 않다. 그러나 뉴욕 데어리 컴퍼니가 우유병을 생산한 최초의 공장으로 간주되고 있으며, 우유 용기에 대한 첫 특허들 가운데 하나는 레스터 밀크 자르(Lester Milk Jar)가 보유하고 있다. 이 시기에 Mackworh Pure Jersey Cream crockery type jar, Manorfield Stock Farm, the Manor, Pa glass wide mouth jar, Tuthill's Dairy Unionville, NY 등 다른 유사한 우유 용기들이 존재한다.

## 같이 보기
- 포장